# ورزشکاه د آدلارشورست
ورزشکاه د آدلارشورست (به هلندی: De Adelaarshorst) یک ورزشگاه فوتبال در هلند است که در دیفنتر واقع شده‌است.